# Кіріс Василь Васильович
Васи́ль Васи́льович Кіріс (1 березня 1966 — 10 грудня 2014) — солдат, Збройні сили України, учасник російсько-української війни.

## Життєпис
Народився 1 березня 1966 року в селі Івча Літинського району Вінницької області. У 1983 році закінчив середню школу села Івча.
Проходив строкову військову службу в лавах Збройних Сил СРСР.
Мешкав у селі Радянське (з 2016 року — Літинські Хутори) Літинського району Вінницької області. Роботи не цурався, захоплювався риболовлею, малював, випалював по дереву. Вирощував фруктовий сад, розводив голубів, захоплювався бджільництвом. Працював у Товаристві з обмеженою відповідальністю "Виробниче підприємство «Маріо» (селище міського типу Літин Вінницької області).
З початком війни допомагав чим міг, в серпні 2014-го мобілізований. Розвідник-далекомірник, 54-й окремий розвідувальний батальйон. В жовтні був 10 днів вдома у відпустці.
10 грудня 2014-го загинув у бою з терористами поблизу населеного пункту Нікішине Донецької області під час «перемир'я», коли українським силам не було вільно відкривати вогонь у відповідь — підкрадалася російська «морська піхота». На 10 терористів було 4 українські бійці, після доповіді «вище» надійшов наказ: два бійці мали терористів відігнати, але без пострілів, росіяни їх заманили в пастку, стріляли з підствольних гранатометів, добивав снайпер.
12 грудня 2014 року похований на кладовищі села Радянське (з 2016 року — Літинські Хутори) Літинського району Вінницької області.
Вдома лишилося двоє дітей, народжених від першого шлюбу, та син, народжений від громадянського шлюбу. 
А також старенька мати Кіріс Людмила Іванівна (1 червня 1944 року). 

## Нагороди та вшанування
- Указом Президента України № 311/2015 від 4 червня 2015 року, «за особисту мужність і високий професіоналізм, виявлені у захисті державного суверенітету та територіальної цілісності України, вірність військовій присязі», нагороджений орденом «За мужність» III ступеня (посмертно)[1].
- У грудні 2015 року в селі Івча на будівлі середньої загальноосвітньої школи (вулиця Дружби, 1а), де навчався Василь Кіріс, йому відкрито меморіальну дошку.
- Вшановується в меморіальному комплексі «Зала пам'яті», в щоденному ранковому церемоніалі 10 грудня[2][3].